# Hevlei Hamashia'h
 (février 2023).
Si vous disposez d'ouvrages ou d'articles de référence ou si vous connaissez des sites web de qualité traitant du thème abordé ici, merci de compléter l'article en donnant les références utiles à sa vérifiabilité et en les liant à la section « Notes et références ».
Dans l'eschatologie juive, Les Hevlei Hamashia'h sont les douleurs précédant la venue du Mashia'h. Le terme Hevlei fait référence aux Hevlei haLeida, le labeur de l'accouchement. 
Les Sages ont enseigné (Sanhédrin 88b) que le Salut ne se présentera pas simplement et rapidement, mais pourrait, en arrivant, causer de grandes douleurs comme celles du travail de la femme avant l'accouchement, à Sion lorsqu'elle essaie de se faire renaître. Ces douleurs pourraient être évitées, selon les Sages par l'étude de la Torah et la pratique de la Gemilout Hassadim.
Ce concept a connu une pérennité particulière, chaque malheur frappant le peuple Juif, comme l'expulsion d'Espagne, les massacres de Pologne et la Shoah étant ressentis comme annonçant potentiellement le Messie.